# Munsons Corners
Munsons Corners es un lugar designado por el censo ubicado en el condado de Cortland en el estado estadounidense de Nueva York. En el año 2000 tenía una población de 2,426 habitantes y una densidad poblacional de 416 personas por km².

## Geografía
Munsons Corners se encuentra ubicado en las coordenadas 42°34′53″N 76°12′29″O / 42.58139, -76.20806.

## Demografía
Según la Oficina del Censo en 2000 los ingresos medios por hogar en la localidad eran de $27,222, y los ingresos medios por familia eran $31,983. Los hombres tenían unos ingresos medios de $26,429 frente a los $19,865 para las mujeres. La renta per cápita para la localidad era de $16,640. Alrededor del 21.6% de la población estaban por debajo del umbral de pobreza.